# Fremont Troll
El Fremont Troll (también conocido como El Trol, o el Troll Under the Bridge ) es una escultura pública en el barrio Fremont de Seattle, Washington en los Estados Unidos.

## Descripción

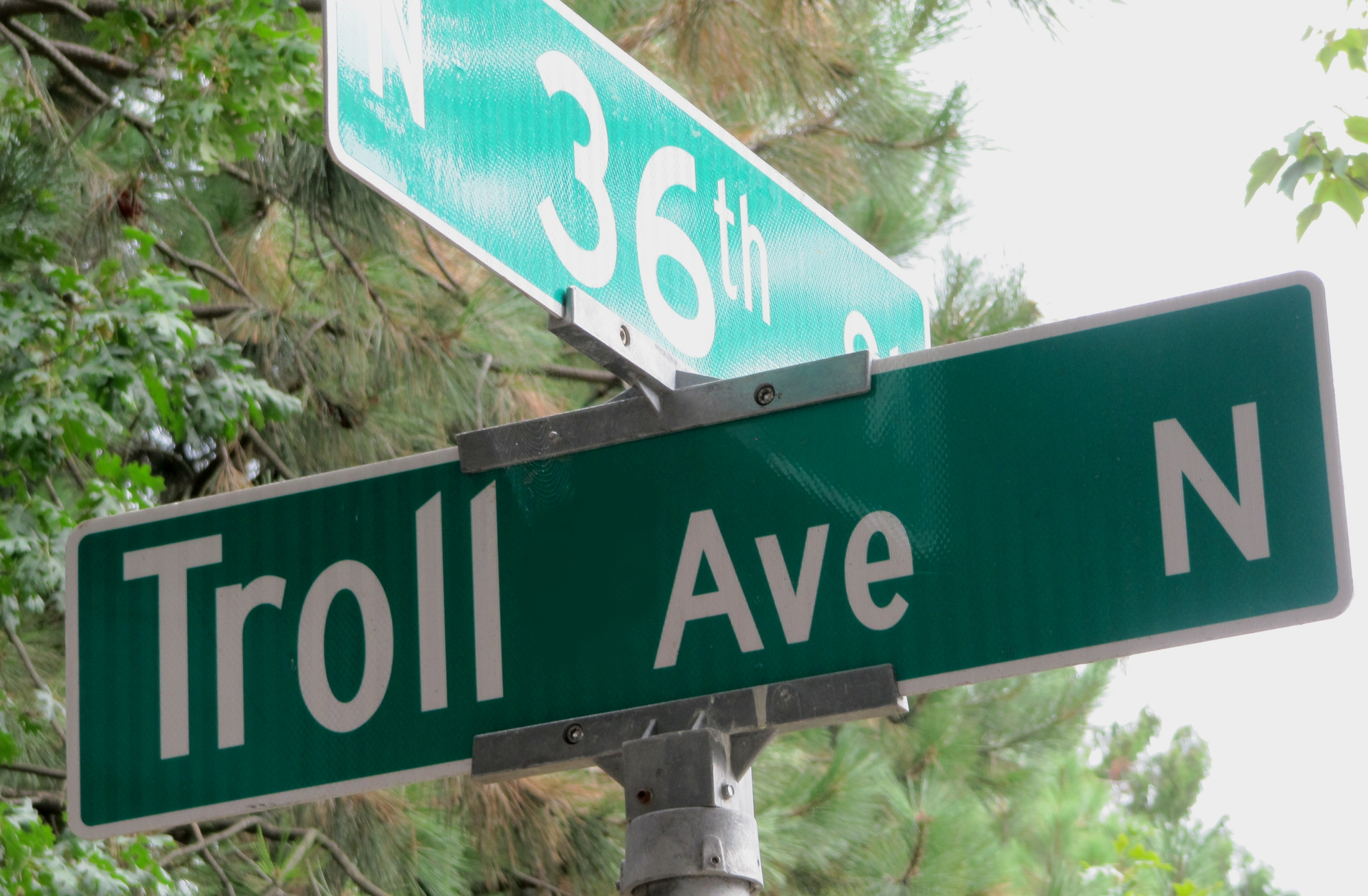
Señalización de "Troll Avenue"

El Trol es una estatua colosal de técnica mixta, ubicada en el número 36th de Troll Avenue N., debajo del extremo norte del Puente George Washington Memorial (también conocido como el Puente Aurora). La escultura incluye un Volkswagen Beetle real, como si lo acabara de robar desde el paso de arriba. El vehículo tiene matrícula de California. Originalmente, el automóvil tenía una cápsula del tiempo, incluido un busto de yeso de Elvis Presley, que fue robado cuando la escultura fue vandalizada.
El Trol tiene 18 pies (5,5 m) de alto, pesa 13 000 lb (5896,7 kg) y está hecho de Acero corrugado, alambre, y hormigón.

## Artistas e inspiración
El Trol fue esculpido por cuatro artistas locales: Steve Badanes, Will Martin, Donna Walter y Ross Whitehead. La idea de un trol que vive debajo de un puente se deriva del folclore escandinavo (noruego) .
Los artistas tienen derechos de autor sobre las imágenes del Trol de Fremont. Han demandado a empresas que usan su imagen comercialmente sin permiso por escrito. Postales, cerveza y otros productos aprobados por los artistas están disponibles comercialmente y su uso es gratuito para organizaciones sin fines de lucro.

## Historia

Placa en la escultura

En 1990, el Fremont Arts Council lanzó un concurso de arte cuyo objetivo parcial era rehabilitar el área debajo del puente, que se estaba "convirtiendo en un vertedero y refugio para los traficantes de drogas". La pieza, construida más tarde ese mismo año, ganó el concurso.
En 2005, el bloque de Aurora Avenue North debajo del puente, que corre cuesta abajo desde Troll hasta North 34th Street, fue rebautizado como "Troll Avenue" en honor a la escultura. En 2011, el Fremont Arts Council autorizó una Chia Pet basada en el Fremont Troll que se vendió en una cadena de farmacias local. En 2016, la banda de rock de Chicago Majungas lanzó "The Fremont Troll" de su álbum Seattle Rock. A partir de 2017, la séptima temporada de Once Upon a Time presentó en gran medida una réplica del trol, lo que le proporcionó una historia de fondo que incluye referencias al libro " The BFG ".